# Pseudobranchiomma grandis
Pseudobranchiomma grandis är en ringmaskart som först beskrevs av Baird 1865.  Pseudobranchiomma grandis ingår i släktet Pseudobranchiomma och familjen Sabellidae.
Artens utbredningsområde är havet kring Nya Zeeland. Inga underarter finns listade i Catalogue of Life.